# Daniel Johnson Morrell

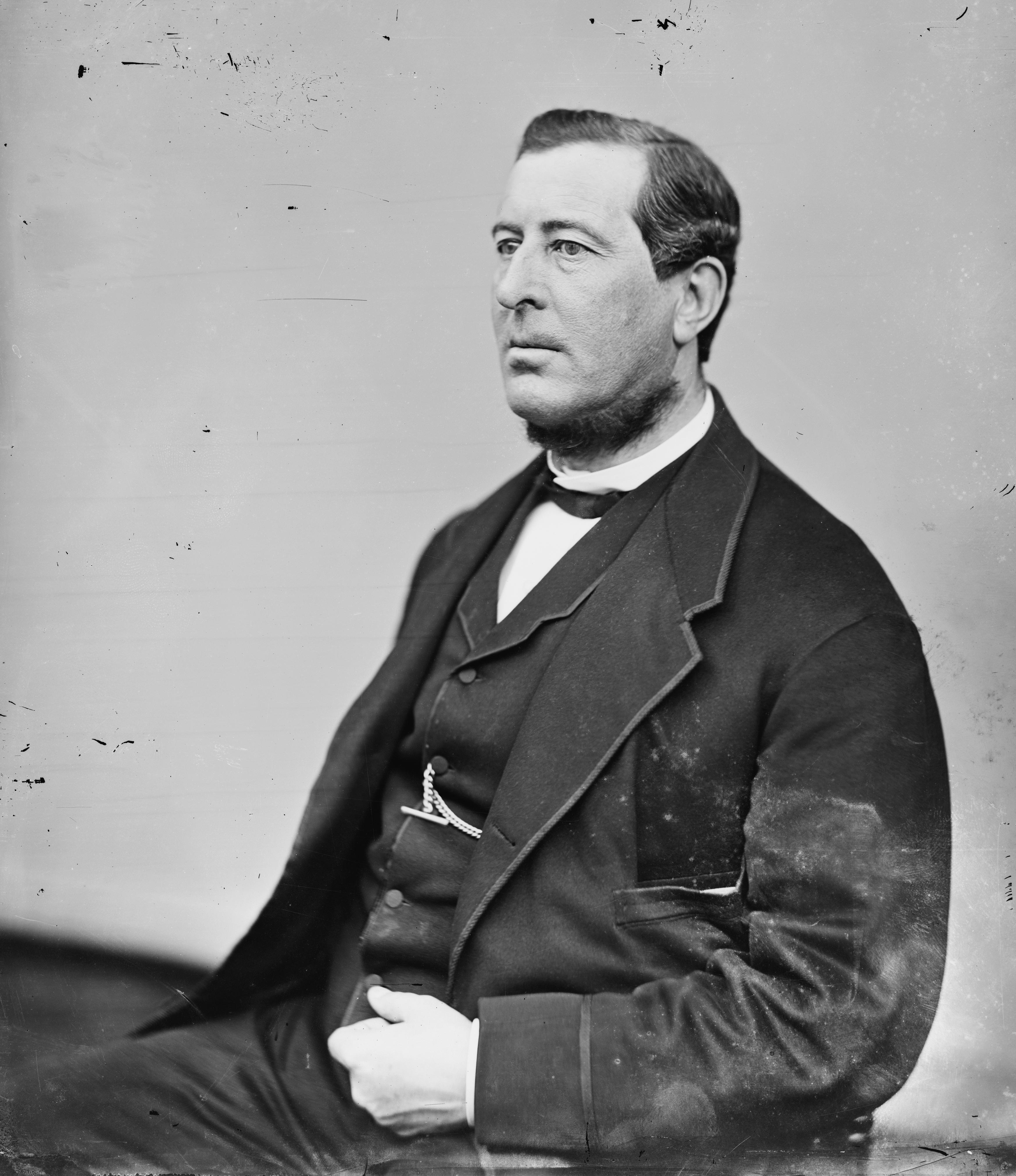
Daniel Johnson Morrell

Daniel Johnson Morrell (* 8. August 1821 in North Berwick, York County, Maine; † 20. August 1885 in Johnstown, Pennsylvania) war ein US-amerikanischer Politiker. Zwischen 1867 und 1871 vertrat er den Bundesstaat Pennsylvania im US-Repräsentantenhaus.

## Werdegang
Daniel Morrell besuchte die öffentlichen Schulen seiner Heimat. Im Jahr 1836 zog er nach Philadelphia, wo er als Bankangestellter und im Handel arbeitete. Seit 1855 lebte er in Johnstown. Er wurde Generaldirektor der Firma Cambria Iron Co. Zwischen 1860 und 1884 war er Präsident der lokalen Wasser- und Gasversorgungswerke. Von 1863 bis 1884 fungierte er außerdem als Präsident der First National Bank of Johnstown.  Er war auch lange Zeit Vorsitzender des dortigen Stadtrates. Politisch war er Mitglied der Republikanischen Partei.
Bei den Kongresswahlen des Jahres 1866 wurde Morrell im 17. Wahlbezirk von Pennsylvania in das US-Repräsentantenhaus in Washington, D.C. gewählt, wo er am 4. März 1867 die Nachfolge von Abraham Andrews Barker antrat. Nach einer Wiederwahl konnte er bis zum 3. März 1871 zwei Legislaturperioden im Kongress absolvieren. In dieser Zeit war er Vorsitzender des Handwerksausschusses. Bis 1869 war die Arbeit des Kongresses von den Spannungen zwischen den Republikanern und Präsident Andrew Johnson belastet, die in einem nur knapp gescheiterten Amtsenthebungsverfahren gipfelten. In den Jahren 1868 und 1870 wurden der 14. bzw. der 15. Verfassungszusatz ratifiziert.
Bei den Wahlen des Jahres 1870 wurde Daniel Morrell nicht bestätigt. Im Jahr 1878 war er Beauftragter für die Weltausstellung in Paris. Ansonsten nahm er seine früheren Tätigkeiten wieder auf. Außerdem wurde er Mitglied des South Fork Fishing and Hunting Club. Dabei wies er immer wieder erfolglos auf die Schwächen der South-Fork-Talsperre hin. Er bot sogar an, den Stausee Lake Conemaugh mit eigenen finanziellen Mitteln zu renovieren. Auch das wurde abgelehnt. Vier Jahre nach Morrells Tod brach der Damm am 31. Mai 1889, was zu einer regionalen Katastrophe führte. Er starb am 20. August 1885 in Johnstown, wo er auch beigesetzt wurde.